# En ménage
 (décembre 2022).
Si vous disposez d'ouvrages ou d'articles de référence ou si vous connaissez des sites web de qualité traitant du thème abordé ici, merci de compléter l'article en donnant les références utiles à sa vérifiabilité et en les liant à la section « Notes et références ».
En ménage est un roman de l'auteur français Joris-Karl Huysmans, paru en 1881. D'inspiration naturaliste, il relate l'expérience d'une rupture, dans un style influencé par Zola et par Les Soirées de Médan, auxquelles participe le jeune Huysmans.